# Icazteguieta
Icazteguieta (oficialmente en euskera: Ikaztegieta) es un municipio español situado en la provincia vasca de Guipúzcoa, a unos 34 km de la capital, San Sebastián, en el curso medio del valle del Oria. Pertenece a la comarca de Tolosaldea. Se trata de un municipio pequeño, con 459 habitantes en 2008 y una extensión de apenas 2 km². Aunque por su tamaño y carácter sociológico (cerca del 90 % de la población es vascoparlante) puede calificarse de rural; su localización en la vega del río Oria donde se han instalado varias industrias de mediano tamaño y sus buenas comunicaciones (es atravesado por la autovía N-1 y el ferrocarril Madrid-Irún); han contribuido a cierta pujanza y crecimiento en el municipio. Posee actualmente un carácter a caballo entre el mundo rural y urbano.
Los orígenes de la villa son desconocidos y escasean las noticias referentes a las etapas iniciales de su formación. Su nombre es traducible del vascuence al español como "lugar de carboneras", por lo que se cree que la fabricación de carbón vegetal en los montes cercanos pudo tener una importancia capital en la primitiva economía de la localidad. Siempre ha sido una población pequeña que durante la Edad Media buscó el amparo de la villa de Tolosa, a la que se unió en 1374. Posteriormente, alejado el peligro de las luchas feudales, Icazteguieta recuperó su autonomía municipal en 1615 con la obtención del título de villa, que le concedió el rey Felipe II.
Debido a su escaso tamaño tuvo que unirse a poblaciones vecinas para hacer frente a los gastos municipales. Desde 1625 formó con las vecinas villas de Alegría de Oria y Orendáin la Unión de Aizpurua. Ya en el siglo XX, entre 1967 y 1988, Icazteguieta estuvo unida a las localidades de Orendáin y Baliarrain, formando el municipio de Iruerrieta.
Dentro de su núcleo destaca la iglesia parroquial de San Lorenzo. Su construcción comenzó en el siglo XVI y fue remodelada en el XVII. De estilo gótico tardío, presenta genuinos caracteres particulares del gótico vascongado. Posee una torre moderna con campanario y reloj. En las proximidades de la villa, junto a la carretera general existe una ermita dedicada a Nuestra Señora del Pilar. Fue edificada en el siglo XIX por un párroco como desagravio a una ofensa hecha en Zaragoza a la virgen del Pilar.
Las fiestas patronales se celebran por San Lorenzo, el 10 de agosto. El municipio posee una afamada sidrería en su casco urbano.
El acceso se realiza por carretera a través de un desvío en la carretera N-l. Hay línea de autobuses y un apeadero de RENFE.

## Geografía
Integrado en la comarca de Tolosaldea, se sitúa a 34 kilómetros de la capital provincial. El término municipal está atravesado por la autovía del Norte N-I en el pK 428. 
El relieve del pequeño territorio está determinado por el valle del río Oria y las laderas de los montes que lo circundan. La altitud del municipio oscila entre los 240 metros en la ladera del monte Koate Gain, al oeste, y los 100 metros en la ribera del río Oria. El pueblo se alza a 110 metros sobre el nivel del mar. 
| Noroeste: Legorreta y Tolosa | Norte: Tolosa | Noreste: Tolosa       |
| Oeste: Legorreta             |               | Este: Alegría de Oria |
| Suroeste: Legorreta          | Sur: Orendáin | Sureste: Orendáin     |

## Demografía
| Gráfica de evolución demográfica de Icazteguieta entre 1842 y 1960 |
| |
| Población de derecho según los censos de población del INE Población de hecho según los censos de población del INEEntre el censo de 1970 y el anterior, este municipio desaparece porque se agrupa en el municipio Iruerrieta |

Icaztegieta cuenta con una población de 502 habitantes (INE 2024).
| Gráfica de evolución demográfica de Icaztegieta entre 1970 y 2021 |
| |
| Población de derecho según los censos de población del INE Población de hecho según los censos de población del INEEntre el censo de 1970 y el anterior, aparece este municipio porque se fusionan los municipios Baliarrain, Icazteguieta y Orendain Entre el censo de 1991 y el anterior, disminuye el término del municipio porque independiza a Baliarrain y a Orendain |

## Administración y política
| Partido político                                              | 2015  | 2015       | 2011  | 2011       | 2007  | 2007       | 2003        | 2003        | 1999  | 1999       | 1995  | 1995       |
| Partido político                                              | %     | Concejales | %     | Concejales | %     | Concejales | %           | Concejales  | %     | Concejales | %     | Concejales |
| Euskal Herria Bildu (EH Bildu)-Bildu                          | 51,59 | 4          | 60,61 | 4          | —     | —          | —           | —           | —     | —          | —     | —          |
| Euzko Alderdi Jeltzalea-Partido Nacionalista Vasco (EAJ-PNV)  | 43,65 | 3          | 37,12 | 3          | 47,06 | 3          | 98,16       | 7           | —     | —          | —     | —          |
| Partido Socialista de Euskadi-Euskadiko Ezkerra (PSE-EE PSOE) | 0,79  | 0          | 0,38  | 0          | 0,00  | 0          | 0,00        | 0           | —     | —          | —     | —          |
| Partido Popular del País Vasco (PP)                           | 0,40  | 0          | 0,00  | 0          | 0,37  | 0          | 1,23        | 0           | —     | —          | —     | —          |
| Eusko Abertzale Ekintza-Acción Nacionalista Vasca (EAE-ANV)   | —     | —          | —     | —          | 51,84 | 4          | —           | —           | —     | —          | —     | —          |
| Ados Hauteskunde Elkartea (ADOS)                              | —     | —          | —     | —          | —     | —          | —           | —           | 53,31 | 4          | 48,78 | 3          |
| Euskal Herritarrok (EH)-Herri Batasuna (HB)                   | —     | —          | —     | —          | —     | —          | Ilegalizado | Ilegalizado | 45,91 | 3          | 50,00 | 4          |

## Personas destacadas
- Martín de Celayeta y Lizarza: fue obispo de León en el siglo XVIII.
- José Ramón Eizmendi (1960): exfutbolista y entrenador de fútbol.
- Leire Olaberría (1977): ciclista. Medallista en los Juegos Olímpicos de Pekín 2008.